# Thomas Friedman
Thomas Loren Friedman (sinh ngày 20 tháng 7 năm 1953) là 1 nhà báo, nhà bình luận người Mỹ về quan hệ chính trị giữa các nước, bao gồm việc mậu dịch quốc tế, các vấn đề Trung Đông, toàn cầu hóa và các vấn đề môi trường không khí. Ông là chủ 1 chuyên mục xuất hiện trên báo The New York Times 2 lần 1 tuần. Ông chủ yếu viết về đề tài đối ngoại bao gồm thương mại toàn cầu, Trung Đông và các vấn đề môi trường. Ông đã 3 lần đoạt giải Pulitzer, 2 lần cho mảng Phóng sự quốc tế "International Reporting" (1983,1988) và 1 lần cho mảng Bình luận "Commentary"(2002). Kể từ năm 2004, ông là 1 thành viên của Hội đồng Giải thưởng Pulitzer. Đồng thời, ông là tác giả của cuốn sách Thế giới phẳng.

## Cuộc sống cá nhân
Thomas Friedman sinh ra tại St.Louis Park, Minesota, một vùng ngoại ô của Minneapolis. Ông đã theo học ở trường trung học St.Louis Park và từng viết bài cho tờ báo của trường, bao gồm 1 câu truyện về Ariel Sharon và 1 vị tướng người Israel mà sau này đã trở thành thủ tướng của Israel. Friedman tốt nghiệp vào năm 1971.
Friedman học tại trường Đại học Minnesota được 2 năm thì ông chuyển sang trường Đại học Brandeis. Năm 1975, ông nhận được Bằng cử nhân về lĩnh vực nghiên cứu Địa Trung Hải của trường Brandeis. Sau đó ông theo học tiếp ở trường St.Antony tạị Đại Học Oxford bằng học bổng Marshall, sau đó nhận được bằng Thạc sĩ về lĩnh vực nghiên cứu Trung Đông.Ông cho rằng giáo sư Albert Hourani là một trong những người ảnh hưởng nhiều nhất đến ông.
Vợ của Friedman tốt nghiệp Đại Học Stanford (Stanford University) và trường Kinh tế Luân Đôn (London School of Economics). Bố của bà là chủ tịch Hội đồng của General Growth Properties, 1 tập đoàn kinh doanh bất động sản.Vào năm 2007, Forbes ước tính số tài sản của gia đình Bucksbaum vào khoản 4.1 tỷ đô, kể cả 18.6 triệu mét vuông trung tâm mua sắm (mall), nhưng sau đó bị sa sút nặng nề từ 3.6 tỷ đô xuống còn 250 triệu đô. Ngày 16/4/2009, tập đoàn bị phá sản theo điều luật chương 11 của luật pháp Hoa Kỳ (Chapter 11 bankruptcy), sau khi không đạt được thỏa thuận với chủ nợ. Sự sụp đổ của GGP là vụ phá sản của tập đoàn bất động sản lớn nhất trong lịch sử nước Mỹ.
Ann và Thomas Friedman sống ở Bethesda, Maryland ngoại ô Washington, D.C. Tháng 6 năm 2007 của báo Washingtonian đã viết rằng họ sở hữu 1 căn nhà nguy nga 11,400 foot vuông (1,060 m2) hiện tại trị giá 9.3 tỷ đô trên lô đất 7,5 hecta từ I-459 (Interstates 459 – Liên tiểu bang459) và Bethesda Country Club. "mỗi lời nói của Friedman trị giá 50,000 đô".
Ông có hai con gái: Orly Friedman(sn:1985) và Natalie Friedman (sn:1988). Cả hai đều sinh ra ở Israel trong khi Friedman làm phóng viên cho The NewYork Times tại đây. Friedman đã dành nhiều tác phẩm xuất bản của ông cho hai con gái.

## Sự nghiệp
Sau khi nhận bằng thạc sĩ, Friedman đã làm việc cho hãng United Press International (Thông tấn xã Hoa Kỳ). Ông được cử đến Beirut 1 năm sau đó và ông đã ở đấy cho đến năm 1981. Sau đó ông làm phóng viên cho báo The New York Times,và ông lại được cử đến Beirus vào lúc bắt đầu của cuộc chiến Liban 1982..Các bài viết tái hiện lại cuộc chiến tranh, đặc biệt là vụ thảm sát Sabra và Shatila đã mang lại cho ông giải thưởng Pulitzer về mảng phóng sự quốc tế. Cùng với David K.Shipler,ông đã giành được giả George Polk về mảng Phóng sự Quốc tế.
Ông nhận nhiệm vụ đến Jerusalem từ năm 1984 đến 1988, và nhận được giải Pulitzer thứ 2 cho bài viết tái hiện cuộc chiến tranh giữa Palestine và Israel. Sau đó ông viết quấn sách From Beirut to Jerusalem (từ Beirus tới Jerusalem), miêu tả lại những trải nghiệm của ông ở Trung Đông.
Friedman đồng tình với Ngoại Trưởng Mĩ James Baker trong suốt thời gian Tổng thống George H. W. Bush nắm quyền. Sau cuộc tranh cử của Bill Clinton năm 1992, ông trở thành người đưa tin về Nhà Trắng cho báo Times. Năm 1994 ông bắt đầu viết nhiều hơn về chính sách đối ngoại và kinh tế, và chuyển tới báo The New York Time và phụ trách chuyện mục đối ngoại. Năm 2002, Friedman đoạt được giải Pulitzer về mảng Bình Luận "cho cái nhìn sáng suốt của ông, dựa trên 1 loạt các bài báo,các bài bình luận về tác động của mối đe dọa khủng bố trên toàn cầu".
Tháng 2 năm 2002, Friedman đã gặp Thái tử Saudi Abdullah và dưới tư cách cá nhân ông đã khuyến khích Thái tử nỗ lực chấm dứt cuộc xung đột Arab-Israel bằng bình thường hóa quan hệ giữa 2 bên, để người tị nạn có thể trở về quê hương của họ và chấm dứt các cuộc tấn công khủng bố Israel. Ngài Abdullah đã đề xuất sáng kiến hòa bình Ả rập (Arab Peace Initative) mà Friedman đãng hết lòng ủng hộ trước đó, tại hội nghị thượng đỉnh Beirus vào tháng 3.
Friedman đã nhận được Overseas Press Club giải thưởng cho cống hiến trọn đời, và được sắc phong của Vương Quốc Anh(Order of the British Empire) bởi Nữ hoàng Elizabeth II

## Các giải thưởng Pulitzer
- 1983: Cho tái hiện cuộc chiến tranh ở Liban. Một ví dụ điển hình về phóng sự quốc tế.
- 1988: Cho bài viết về Israel: một ví dụ điển hình mảng phóng sự về các vấn đề quốc tế.
- 2002: Cho bình luận sáng suốt của ông về ảnh hưởng của mối đe dọa khủng bố với toàn cầu.

Kể từ năm 2004, ông là 1 thành viên của Hội đồng Giải thưởng Pulitzer

## Quan điểm và lập trường

### Toàn cầu hóa
Friedman lần đầu đưa ra quan điểm của ông về toàn cầu hóa trong cuốn sách năm 1999, The Lexus and the Olive Tree (chiếc xe Lexus và cây Olive). Năm 2004,nhân một chuyến thăm tới Bangalore, Ấn Độ và Đại Liên,Trung Quốc,đã cho Friedman những cái nhìn mới về xu hướng phát triển của toàn cầu hóa và lực lượng đằng sau của quá trình này, điều này dẫn dắt ông viết tiếp 1 cuốn sách phân tích, Thế giới Phẳng (The World Is Flat).
Một trong những đề tài của Friedman là những nước riêng lẻ phải chấp nhận hy sinh một số quyền về kinh tế cho những tổ chức nước ngoài (như các thị trường vốn và các tập đoàn đa quốc gia), một bối cảnh mà ông đã gọi là "chiếc áo nịt vàng" (golden straitjacket).
Trong vai trò người biên hộ của toàn càu hóa,ông thường chỉ ra (trong Chiếc Xe Lexus và Cây Olive) những điều cần thiết mà 1 đất nước phải làm để gìn giữ bản sắc truyền thống.
Friedman cũng thể hiện lập trường mạnh mẽ về những điều cần thiết phải làm của nước Mĩ để trở nên vững vàng hơn và để dẫn đầu những công nghệ liên quan tới tính tương thích với môi trường. Ông tin tưởng điều này sẽ khiến cho các nhà độc tài ở Trung Đông bị tước đi một số quyền lực như Petrodolla của họ bị cạn kiệt và bởi dân số trẻ ngày càng tăng. Ông cũng tin tưởng rằng đó là cách tốt nhất để thiết lập ổn định và hiện đại hóa trong tầng lớp chuyên quyền và thần quyền. Friedman đã lập luận rằng sức mạnh độc lập sẽ làm tăng cường nền kinh tế Mĩ bởi dựa vào cơ sở hạ tầng và sản phẩm trong nước ?(như Diesel sinh học), và sẽ làm giảm bớt tình hình căng thẳng thiếu nhiên liệu cấp thiết trên thế giới, đang trở nên trầm trọng hơn do các nền kinh tế mới nổi như Ấn Độ và Trung Quốc.
Friedman lập luận rằng khi đưa các công việc lương thấp và không đòi hỏi kĩ thuật cao ra nước ngoài, các công việc cao hơn và đòi hỏi kĩ năng tốt hơn sẽ được thực hiện bởi lực lượng nhân công thuê ở ngoài nước.
Ông cũng cho rằng chính sách nhập cư của Mỹ quá hạn chế và điều này đang làm tổn hại nền kinh tế.
"Thực sự là một điều ngu xuẩn khi Quốc hội không mở rộng biên giới hết khả năng để thu hút và duy trì những sự lựa chọn tài năng trên thế giới cùng 1 độ tuổi khi mọi người đều có những công cụ đổi mới như nhau và sự khác biệt chủ chốt chính là người có tài năng.

### Khủng bố
Sau vụ tấn công,ngày 11 tháng 9 năm 2001,các bài viết của Friedman tập trung nhiều hơn vào mối hiểm họa khủng bố và Trung Đông.Ông đã nhận được giải thưởng Pulitzer về mảng bình luận "cho cái nhìn sáng suốt của ông, dựa trên 1 loạt các bài báo,các bài bình luận về tác động của mối đe dọa khủng bố trên toàn cầu". Những mục này được tập hợp lại và xuất bản trong 1 quển sách có tên Kinh Độ và Thái Độ (Longitudes and Attitudes). Trong một thời gian, các bài viết của ông chủ yếu tập trung vào các chủ đề hậu 11/9 điều này khiến ông bị chệch ra ra khỏi chủ đề yêu thích là nâng cao công nghệ và toàn cầu hóa, cho đến khi ông bắt tay vào nghiên cứu để viết cuốn sách Thế giới Phẳng.
Sau vụ đánh bom ở Luân Đôn ngày 7 tháng 6 năm 2005, Friedan đã đòi bộ ngoai giao Mỹ " chiếu 1 ngọn đèn vào các bài phát biểu căm ghét bất cứ khi nào nó xuất hiện", để tạo ra 1 tập san phát hành theo quý "Cuộc chiến của những bài báo tư tưởng(War of Ideas Report), tập trung chủ yếu vào những nhà lãnh đạo tôn giáo và những nhà văn kích động bạo lực chống phá người khác". Friedman nói những bài phát biểu của chính phủ nên đi xa hơn những người đang thực sự biện hộ cho bạo lực, và cả những người mà cựu phát ngôn của Bộ Ngoại giao Mỹ Jamie Rubin gọi là "người đưa ra biện hộ".Trong mục ngày 25 tháng 6 của ông, Friedman đã viết chống lại "những lời biện hộ" được đưa ra bởi những tên khủng bố hay những người biện hộ,những người đổ lỗi cho những ảnh hưởng và sức ép của bên thứ 3 về hành động của họ.
Sau mỗi vụ khủng bố lớn,những người đưa ra lý do lại ra mặt để nói với chúng ta...Tại sao nhưng tên khủng bố lại hành động như vậy. Những người đưa lý do này ở mức chỉ kém đê hèn hơn bọn khủng bố một chút và đáng bị vạch trần.Khi chúng ta sống ở 1 xã hội mở như Luân Đôn nơi mà ai có khiếu nại cũng có thể trở thành đề tài báo có thể đưa ra công chúng, làm việc cho 1 công sở hay bắt đầu 1 động thái chính trị, quan điểm rằng làm nổ tung 1 chiếc xe buýt đang chạy cùng các thường dân vô tội để đáp trả Iraq dễ hiểu theo bất kì cách nào đều là vô nhân đạo. "Nó xóa đi sự bất đồng quan điểm giữa hợp pháp và khủng bố" ông Rubin nói: " và 1 xã hội mở cần duy trì 1 bức tường vô hình giữa chúng".
Trong chuyên mục của mình vào ngày 30/9/2007, Friedman đã tuyên bố rằng "thời đại của vụ việc 11/9 đã chấm dứt". Đồng thời sử dụng chiến dịch Giuliani như 1 sự đối lập, Friedman tuyên bố ông sẽ ủng hộ 1 ứng cử viên,người mà đã hòa nhịp được với thế giới hậu 11 tháng 9.
Chúng ta không đủ sức để cứ ôm khư khư mãi điều ngu ngốc này! Chúng ta đã dần trở lại cuộc sống thường nhật trước đây. Chúng ta cần 1 vị tổng thống,người sẽ sát cánh với chúng ta vì một mục đích chung chứ không phải kẻ thù chung. Al Qaeda thuộc về 11/9. Chúng ta thuộc về 12/9, chúng ta thuộc về ngày 4 tháng 6 – đó là lý do tại sao tôi hy vọng bất cứ người nào vẫn còn đang ở trên tư tưởng 11/9 sẽ bị đánh bại.

### Chiến tranh Kosovo
Trong thời kì NATO dội bom Nam Tư năm 1999, Friedman đã viết như sau trên The New York Times:
"Dù thích hay không, chúng ta đang trong cuộc chiến với người Serbia (những người Serb chắc chắn nghĩ như vậy) và các nguyên tắc cần phải được minh bạch: Mỗi tuần bạn tàn phá Kosovo như 1 thập kỉ khác,chúng tôi sẽ để đất nước của các bạn giật lùi bởi sự tàn phá của các bạn. Bạn muốn năm 1950? Chúng tôi có thể làm thành năm 1950. Bạn muốn 1389? Chúng tôi cũng có thế làm thành năm 1839".
Những điều trên đã bị chỉ trích bởi 2 nhà phân tích truyền thông người Anh là David Edwards và David Cromwell, họ đã viết "Rùng mình bởi bàn luận của Fiedman về sự tàn phá tại 1 quốc gia như thể ông ta là 1 người bán hàng cung cấp mọi dịch vụ".

### Cuộc chiến tranh ở Iraq
Friedman ủng hộ Cuộc tấn công Iraq 2003, ông viết rằng việc thành lập 1 nhà nước dân chủ ở Iraq sẽ buộc các nước khác trong khu vực phải tự do hóa và hiện đại hóa. Trong chuyên mục của mình ngày 9/2/2003 trên The New York Times ông cũng đã nêu ra sự thiếu đồng tình với Hội đồng Bảo An Liên Hợp Quốc về vấn đề Vũ khí hủy diệt hạng nặng của Iraq.
Vị trí của Pháp hoàn toàn không thuận lợi cho nên các cuộc kiểm tra vẫn chưa được diễn ra, ông de Villepin nói, bởi vì Saddam không có chút hợp tác nào và do đó chúng ta nên tăng gấp 3 lần các cuộc kiểm tra. Nhưng các cuộc kiểm tra đều bị thất bại,không phải do chúng ta thiếu các thanh soát viên. Theo như người Pháp biết, các cuộc kiểm tra thất bại do sự thiếu hợp tác từ phía chính quyền Saddam. Cái cách bạn nhân được sự hợp tác khỏi 1 kẻ côn đồ như Saddam là không tăng 3 lần số thanh soát viên., nhưng lại nhân 3 số đe dạo nếu ông ta không chấp thuận thì sẽ phải đối mặt với 1 cuộc chiến tranh được chấp thuận – Liên Hợp Quốc.
Trong cuộc phỏng vấn với Charlie Rose năm 2003, Friedman đã nói:
Những gì họ cần thấy là những nam,nữ thanh niên Mỹ đi từ nơi này sang nơi khác, từ Barsa tới Baghdad, và nói 1cách cơ bản là: "có phần nào của câu này bạn không hiểu ?" Bạn không nghĩ đến, bạn biết đấy, chúng tôi chăm chút xã hội mở của chúng tôi, bạn nghĩ đó chỉ là bong bong ảo tưởng, Chúng ta sẽ để cho điều đó phát triển? Bạn thấy đấy, về điều này..Chúng tôi có thể đánh bại Ả Rập Xê Út. Nó là một phần của bong bong đó. Pakistan có thể bị đánh. Và chúng tôi đánh Iraq vì chúng tôi có thể. Đó là 1 sự thật hiển nhiên ...
Tương tự trong chương trình Chuyện quốc gia của NRP, ngày 23/9/2003:
...và đôi khi phải mất nhiều công sức để có được thông điệp đó.
Kể từ khi bắt đầu cuộc chiến Friedman đã thể hiện sự cảnh báo đối với các vấn đề hậu chiến của chính quyền George W. Bush. Tuy nhiên, cho đến tận bài viết của ông ngày 4/8/2006, chuyên mục của ông vẫn duy trì hy vọng về khả năng sẽ có 1 kết quả khả quan cho cuộc xung đột ở Iraq (mặc dù sự khả quan của ông cứ giảm đều vì cuộc xung đột vẫn tiếp diễn).
Tháng 1 năm 2004, ông tham gia diễn đàn trên Slate.com được gọi tên " Liberal Hawks Reconsider the Iraq War", ở đó ông đã bác bỏ sự biện minh cho cuộc chiến dựa vào sự thiếu hợp tác của Iraq với Hội đồng Bảo An.
Lý do được nêu ra cho cuộc chiến là Saddam Husien đã phát triển vũ khí hủy diệt hàng loạt và đây là mối hiểm họa dài hơi đối với nước Mỹ. Tôi chưa bao giờ ủng hộ cuộc bàn cãi này...Cuộc tranh cãi về Vũ khí hủy diệt hàng loạt đã bị George Bush và Tony Blair làm thái quá lên nhằm tạo ra 1 cuộc chiến 1 mất 1 còn trong 1 cuộc chiến cần thiết.
Friedman đã viết rằng sự thay đổi chế độ chính là nguyên cớ của cuộc chiến:
Lý do đúng đắn cho cuộc chiến, như tôi đã lập luận trước khi nó xảy ra, là lật đổ chính quyền Saddam và hợp tác với người dân Iraq để cố gắng thực thi các quy định báo cáo quyền phát triển con người Arab trong trái tim của thế giới Arab. Bản báo cáo đó nói rằng thế giới Arab đang bị nhấn chìm bởi sự thiếu tự do, bình đẳng về giới và giáo dục hiện đại. Lý do đúng đắn cho cuộc chiến này là hợp tác với Arab ôn hòa trong 1 chiến lược dài hơi.
Trong chuyên mục của ông ngày 29/9/2005 trên tờ The New York Times., Friedman đã tán thành quan điểm ủng hộ người Kusd và người Shia trong cuộc nội chiến chống lại người Sunni:
Nếu họ,những người Sunni không chịu thay đổi,chúng ta nên bắt tay với người Kurd và người Shia và tránh xa người Sunni của Iraq để chạm đến được gió.
Trong chuyên mục của ông trên tờ The New York Times ngày 16/8/2007, Friedman đã đưa ra thông báo rằng các nỗ lực nhằm biến chuyển cuộc chiến Iraq bằng quân sự đã thất bại, và đây chính là thời điểm nước Mỹ thừa nhận sự thất bại và buông tha Iraq:
Bất kể là lý do của Bush hay của Arab, dân chủ không hề nổi lên ở Iraq, và chúng ta không thể ném những cuộc sống tốt đẹp hơn đằng sau những cuộc sống tốt đẹp.
Như vào ngày 16/8/2007, Friedman tán thành đưa ra 1 ngày cụ thể để quân dội Mỹ rút khỏi Iraq.

### Iran
Tháng 11 năm 2008, Friedman đã khuyên rằng Barack Obama – để đối phó với Iran – ông cần phải có "Tony Soprano ở bên cạnh chứ không phải Big Bird" và yêu cầu " 1 Dick Cheney đứng sau vai phải của mình, lặng lẽ dung cây gậy bóng chày đập vào lòng bàn tay mình" .

## Biến đổi khí hậu
"ET – công nghệ năng lượng sẽ có ảnh hưởng lớn hơn IT – công nghệ thông tin".
Friedman nói về kết thúc của Chiến tranh Lạnh và là sự bắt đầu của "kỉ nguyên năng lượng – khí hậu".
Trong cuốn Hot, Flat and Crowded (Nóng,Phẳng và Đông Đúc), ông đã nói rằng "bất cứ công ty ô tô nào nhận được tiền của người đóng thuế thì phải đưa ra 1 kế hoạch chuyển đổi mọi động cơ của mình.
Trong 1 cuộc phỏng vấn Fresh Dialogues, Friedman đã miêu tả động lực viết cuốn sách " Mối quan tâm của tôi là về nước Mỹ....Đòi hỏi năng lượng sạch, nhiên liệu sạch và tiết kiệm năng lượng sẽ bùng nổ; nó sẽ là ngành công nhiệp lớn toàn cầu tiếp theo. Tôi biết và cũng như chắc chắn là tôi biết rằng tôi đang ngồi đây ở Trường De Anza và nói chuyện với các bạn.Và chúng ta cùng chờ xem một trong những vấn đề quan trọng nhất trên thế giới.

## Tranh cãi và những lời chỉ trích

### Những lời chỉ trích
Nhà kinh tế học Edward Herman điểm ra rằng Friedman có những nhân xét phỉ báng người Arab và thế giới Arab:
[Thomas Friedman đang]...thường xuyên phỉ báng người Arab về những phẩm chất tình cảm, phi lý và sự thù đich của họ với dân chủ và hiện đại hóa.Nhận xét kinh điển của ông, trong cùng 1 cuộc phỏng vấn mà trong đó ông đã tán dương kiểu lính đánh thuê khủng bố,và chúng ta không phải đi quá xa trong việc buộc người Palestine nhượng bộ bởi vì, " Tôi tin rằng ngay khi Ahmed có một chỗ ngồi trên xe buýt, ông ta sẽ rút bớt đòi hỏi của mình lại"}}.
Một số chỉ trích về môi trường của Friedman đã đặt câu hỏi về sự ủng hộ của ông vào công nghệ than sạch và khai thác thác than vẫn chưa được phát triển như là điển hình thiếu sót của Friedman so với cam kết tái tạo năng lượng. Trong khi Friedman tán thành việc giảm cung cấp năng lượng bằng than, ông tin tưởng rằng phát triển công nghệ than là điều cần thiết trong giai đoan ngắn While Friedman supports the elimination of coal based power, he believes improving coal technology is necessary in the short term..
Noam Chomsky đã cáo buộc Friedman thiên vị, dẫn chứng từ chuyên mục và ông chủ của Friedman, The New York Times, từ chối xuất bản tin đồn chưa được xác nhận về việc Arafat viện cớ lời mời để đến cuộc đàm phám với lãnh đạo Israel vào tháng 12 năm 1986. Chomsky viết rằng: Friedman biết tin đồn này, nhưng thay vào đó lại viết rằng Israel không thể tìm được đối tác đàm phán.Trong bài báo của mình, Chomsky, tuy nhiên lại không chỉ ra được những chứng cứ chi tiết về sự có mặt của Arafat, và nó cũng không được sự đồng tình từ bất cứ nguồn tin cậy nào.
Cả Chomsky và Norman Finkelstein cùng cáo buộc hành động ủng hộ và cổ vũ cho Mỹ và Israel của Friedman, trong khi lại đi mắng mỏ người khác về việc "bào chữa" cho khủng Islan và Arab.Họ chỉ ra từ các bài báo của Friedman trên The New York Times, khi Friedman ca tụng việc dội bom thường dân Gaza bởi lập luận: nó "dạy bảo" những người dân Gaza, Chomsky đáp lại rằng " theo logic tương tự, nỗ lực giáo dục nước Mỹ của bin Laden đáng được đánh giá cao, cũng tương tự như Đức Quốc Xã tấn công Lidice và Oradour, Putin phá hủy Groxny, và cả các bài học giáo dục đáng nhớ khác nữa".
Chính trị gia người Israel và nhà hoạt động hòa bình Uri Avnery có dặt câu hỏi cho lý luận của Friedman rằng vị trí tốt nhất cho chính quyền Obama trong xung đột Israel – Palestin chính là khước từ can thiệp chính trị, buộc 2 bên phải tự giải quyết nội bộ.
Friedman không đề nghị chấm dứt (quân sự và tài chính của Mỹ) ủng hộ (Israel), đó chính là 1 sự can thiệp lớn vào cuộc chiến này và nó được đưa đến cho bên mạnh hơn. Khi ông đưa ra lời khuyên rằng Mỹ nên rút ra khỏi cuộc xung đột này, ông đã thực sự nói rằng: Hãy để cho chính phủ Israel thực hiện cái đang diễn ra, tiếp tục cuộc chiến, thiết lập những khu tái định cư, thu hồi đất dưới chân người dân Palestine, tiếp tục với phong tỏa giết chóc những thứ đã bị tước bỏ khỏi 1.5 triệu người dân dải Gaza – nam giới, phụ nữ và trẻ em – gần như tất cả các nhu cầu cần thiết của cuộc sống.
Đó là 1 lời gợi ý kinh khủng ... Nếu (Obama) chấp thuận, lạy trời đừng có chuyện đó, lời khuyên của Friedman và hãy mang nó đi, cái nhìn đó sẽ biến thành 1 cơn ác mộng. Chính phủ Israel sẽ tăng cường đàn áp, người Palestine sẽ chuyển sang chủ nghĩa khủng bố không kiểm soát, toàn bộ thế giới sẽ bị kéo vào tình trạng hỗn loạn đẫm máu.
Một số lời khuyên
Trong 1 cuộc phỏng vấn trên chương trình radio, The Young Turks, Michael Hirsh 1 biên tập viên của Newsweek đã chỉ trích Friedman về việc ông không thừa nhận sai lầm trong việc ủng hộ chiến tranh Iraq}}.
Tác gia người Canada đã dành nguyên 1 chương trong cuốn sách All You Can Eat (tất cả bạn có thể ăn) năm 2001 của bà, để phân tích và so sánh cách viết và lý lẽ của Friedman và Dinesh D’Souza. Bà thể hiện quan điểm họ chính là những nhà biện hộ cho toàn cầu hóa.
Một số nhà chỉ trích chế nhạo cách hành văn của Friedman, vì xu hướng sử dụng lẫn lộn phép ẩn dụ và tương phản.
Tháng 9 năm 2009, Friedman đã viết 1 bài báo ca ngợi chế độ độc Đảng của Trung Quốc, và nói rằng " được lãnh đạo bởi 1 nhóm người sáng suốt thích hợp". các nhà lãnh đạo Trung Quốc,ông viết là "đang tăng ga" và " vượt chúng ta trong lĩnh vực ô tô điện, năng lượng mặt trời,tiết kiệm năng lượng, vũ khí hạt nhân và năng lượng gió". Trong cuộc phỏng vấn Fresh Dialogues, khi được hỏi về " sự ghen tị" với Trung Quốc, Friedman đã trả lời rằng " bạn nhận thấy sự ghen tị của một vài người, những người muốn chính phủ của họ hành động một cách dân chủ với những sự hiệu quả tương tự mà Trung quốc có thể thực hiện một cách độc tài".

### "Sáu tháng tiếp theo"
Việc Friedman bị chỉ trích trong cuộc chiến Iraq bởi những tuyên bố lặp đi lặp lại của ông rằng " sáu tháng tiếp theo" dấy lên luồng chỉ trích về việc xác định hậu quả của cuộc xung đột. Một nghiên cứu bởi Fairness and Accuracy in Reporting đã lần đầu chỉ ra hiện tượng này vào tháng 5 năm 2006, dẫn đến 14 ví dụ thông báo của Friedman "một vài tháng" tới hay "6 tháng" kế tiếp như thể 1 giai đoạn mang tính chỉ trích hay có tính quyết định, bắt đầu kể từ tháng 11 năm 2003, đồng thời miêu tả nó như thể "1 chuỗi dài thực hiện – hay là – chết tương tự nhau, dường như không có hồi kết".
Trong 1 cuộc phỏng vấn trực tiếp trên truyền hình lên sóng CNN ngày 11 tháng 7 năm 2006, Howard Kurtz đã hỏi Friedman về quan niệm: "Bây giờ, tôi muốn hiểu đầu óc của 1 nhà bình luận làm việc như thế nào khi ông ở vị trí đó, vì hiện tại có rất nhiều người kêu ca về việc trong các dịp khácc nhau ông đã viết vài lần "sáu tháng tiếp theo mang ý nghĩa chủ chốt trong cuộc chiến Iraq". Friedman đã trả lời rằng " Sự thật là kết quả vẫn chưa ngã ngũ, và tôi đã phản ánh điều đó trong chuyên mục của mình, và tôi sẽ tiếp tục phản ánh". Đáp trả sự khiêu khích từ phái Stephen Colbert, Friedman đã nói vào năm 2007 rằng " chúng ta đã hểt 6 tháng, và đã đến lúc thực sự phải đưa ra 1 giới hạn cuối cùng" Responding to prodding from Stephen Colbert Friedman said in 2007, "We've run out of six months. It's really time to set a deadline.".
Blogger Atrios đã đúc ra 1 từ mới " Friedman Unit"

.

### "Đạo đức giả"
Friedman đã bị chỉ trích nhiều lần, mặc dù ông tán thành cam kết sử dụng năng lượng hiệu quả và cảnh báo về sự nóng lên toàn cầu, Friedman vẫn sống trong 1 căn nhà 11,400 foot vuông ở Maryland. Gia đình vợ ông sở hữu 1 chuỗi trung tâm mua sắm và đã ủi đi 2,1 triệu feet vuông ở vùng hoang dã ở Hawaii để xây 1 trung tâm mua sắm mới.

## Các tác phẩm đã xuất bản
Các cuốn sách của Friedman đạt được thành công đáng kể về mặt thương mại. Cuốn "The world is flat" của ông nằm trong danh sách những quyển sách bán chạy nhất của The New York Times kể từ khi xuất bản vào tháng 4 năm 2005 cho đến tháng 5 năm 2007. Từ tháng tháng 6 năm 2006, hơn 2 triện bản đã được bán ra. 

### Dự án chương 18
Hot,Flat and Crowded bao gồm 17 chương; Friedman đề nghị độc giả cho ý kiến chương thứ 18 trong phiên bản mở rộng.Ông sẽ sử dụng những ý kiến này vào phiên bản bìa cứng hay phiên bản mở của cuốn sách. Độc giả có thể đóng góp ý kiến và bình chọn cho các ý kiến khác trực tuyến trên mạng.

## Các tài liệu
Friedman là nhân vật chính trong nhiều tư liệu trên kênh Discovery ở tại một số địa điểm trên khắp thế giới. Trong Stradding in the Fence (hàng rào chắn) (2003) Ông đã đi thăm Bờ Tây và nói cho người dân Israel và Palestine về rào cản Bờ Tây Israel và tác động của nó với cuộc sống của họ. cũng trong năm 2003, phóng sự Thomas.L.Friedman:truy tìm đội quân 11/9 lên sóng kênh Discovery Times . Chương trình này điều tra về lý do tại sao người Hồi Giáo căm ghét nước Mỹ, và vụ tấn công 11/9 ở New York diễn ra thế nào, Pennsyvania và Pentagon dưới con mắt của thế giới Hồi Giáo.
Trong The Other Side of Outsourcing (2004), ông đã đi thăm 1 trung tâm điện thoại ở Bangalore, phỏng vấn những người Ấn Độ trẻ tuổi đang làm việc ở đây, và sau đó tới thăm 1 vùng nông thôn nghèo khổ của Ấn Độ, nơi ông đã thảo luận với người dân địa phương về thuận và chống toàn cầu hóa với người dân địa phương (chuyến đi này đã giúp ông nảy sinh ra ý tưởng viết cuốn sách bán chạy nhất của ông là The world is flat - Thế giới Phẳng).
Trong Does Europe Hate Us? - Châu Âu ghét chúng ta?(2005) Friedman đã có chuyến đi đến Anh,Pháp và Đức, ông đã nói chuyên với các học giả nhà báo, các thanh niên Hồi Giáo và nhiều người khác về bản chất của mối quan hệ căng thẳng giữa Châu Âu và Hoa Kỳ.
Addicted to Oil (2006) được công chiếu tại liên hoan Phim tài liệu Silverdocs vào 5:30 chiều ngày 16 tháng 7 và lên sóng kênh Discovery Times ngày 24 tháng 7 năm 2006. Ông đã kiểm tra, địa chính trị,kinh tế môi trường sử dụng dầu mỏ và cách để công nghệ xanh như là nhiên liệu mới,tiết kiệm năng lượng và bảo tồn để có thể giảm sự phụ thuộc vào dầu mỏ.
Trong Green:The New, Red,White and Blue (2007) ông đã soạn thảo về công nghệ xanh một cách tỉ mỉ.Ngoài ra ông cũng xem xét nỗ lực của các công ty và cá nhân trong việc giảm khí thải Carbon tiết kiệm tiền với bảo tồn, tiết kiệm năng lượng và sử dụng các công nghệ như năng lượng mặt trời, sức gió,sinh khối, hạt nhân và than sạch.